# Jeffrey Lord
Ne doit pas être confondu avec [[:Jeffrey Lord (en) (1950/1-), écrivain et analyste politique américain.]].
Jeffrey Lord est le pseudonyme utilisé par plusieurs écrivains américains, français et belge, tous auteurs de Blade, Voyageur de l'Infini :
- Manning Lee Stokes
- Roland Green
- Lyle Kenyon Engel
- Ray Faraday Nelson
- Richard D. Nolane
- Christian Mantey
- Arnaud Dalrune
- Yves Chéraqui
- Frédéric Szczepaniak
- Gerald Moreau
- Paul Couturiau
- Amelina Defontaine
- Didier Le Gais
- Yves Bulteau
- Raymond Audemard
- Nadine Monfils
- Patrick Eris
- Nemo Sandman
- Patrice Roger-Chantin

Selon Ray Faraday Nelson, Philip K. Dick lui-même a été à la genèse du concept, proposant l'idée de l'ordinateur qui une fois branché sur le héros le projette dans la Dimension X du multivers.